# Zigøjnerblod
Zigøjnerblod er en stumfilm fra 1915 instrueret af Robert Dinesen.